# Paradiso (film)
Pour plus de détails, voir Fiche technique et Distribution.
Paradiso est un film français réalisé par Christian Bricout, sorti en 1977, qui a obtenu le prix Jean-Vigo cette même année.

## Fiche technique
- Titre : Paradiso
- Réalisation : Christian Bricout
- Scénario : Christian Bricout
- Photographie : Philippe Rousselot
- 1er assistant réalisateur :  Georges Bensoussan
- Production : Jean-Serge Breton
- Pays d'origine :  France
- Format : couleur
- Genre : drame
- Durée : 100 minutes
- Date de sortie : 1977

## Distribution
- Didier Sauvegrain : Jean
- Gérard Darrieu : le père
- Annie Savarin : Mercédès
- Bernadette Le Saché :  Lucette
- Brigitte Roüan : la sœur
- Jeanne Allard : la mère